# Hemishofen
Hemishofen – miejscowość i gmina w północnej Szwajcarii, w kantonie Szafuza. Leży nad Renem.   

## Demografia
W Hemishofen mieszka 468 osób. W 2021 roku 20,5% populacji gminy stanowiły osoby urodzone poza Szwajcarią. 

## Transport
Przez teren gminy przebiega droga główna nr 332.